# Асенова, Венка
Венка Асенова (17 октября 1930, София — 30 декабря 1986, София) — болгарская шахматистка, почётный гроссмейстер (1986).
Многократная чемпионка Болгарии (1953, 1956, 1960—1963, 1965, 1966 и 1969).
В составе сборной Болгарии участница 7-и олимпиад (1957—1974, 1978). Лучший результаты: бронзовая медаль в команде (1974, играла на резервной доске) и бронзовая медаль в индивидуальном зачёте (1966, играла на 1-й доске, набрала 9½ очков из 13).
Участница турнира претенденток (1967) в Суботице — 14-15-е место.
В 1970-х годах победительница и призёр ряда женских международных турниров.